# Козлюк Владлен Сергійович
Владлен Сергійович Козлюк — український борець греко-римського стилю, бронзовий призер чемпіонату Європи.

## Спортивні результати на міжнародних змаганнях

### Виступи на Чемпіонатах світу
| Змагання                        | Збірна  | Вагова категорія                 | Місце |
| ------------------------------- | ------- | -------------------------------- | ----- |
| Чемпіонат світу з боротьби 2022 | Україна | греко-римська боротьба, до 97 кг | 17    |

### Виступи на Чемпіонатах Європи
| Змагання                         | Збірна  | Вагова категорія                 | Місце  |
| -------------------------------- | ------- | -------------------------------- | ------ |
| Чемпіонат Європи з боротьби 2022 | Україна | греко-римська боротьба, до 97 кг | Бронза |
| Чемпіонат Європи з боротьби 2023 | Україна | греко-римська боротьба, до 97 кг | 8      |
| Чемпіонат Європи з боротьби 2024 | Україна | греко-римська боротьба, до 97 кг | 11     |

### Виступи на інших змаганнях
| Змагання                                                     | Збірна  | Вагова категорія                 | Місце  |
| ------------------------------------------------------------ | ------- | -------------------------------- | ------ |
| Меморіал Олега Караваєва 2017                                | Україна | команда                          | 6      |
| Гран-прі Німеччини з боротьби 2018                           | Україна | греко-римська боротьба, до 97 кг | 15     |
| Гран-прі Іспанії з боротьби 2019                             | Україна | греко-римська боротьба, до 97 кг | Срібло |
| Кубок Владислава Пітласинські 2019                           | Україна | греко-римська боротьба, до 97 кг | Золото |
| Тор Мастерс 2020                                             | Україна | греко-римська боротьба, до 97 кг | Золото |
| Кубок світу з боротьби 2020                                  | Україна | греко-римська боротьба, до 97 кг | 13     |
| Гран-прі Загребу з боротьби 2021                             | Україна | греко-римська боротьба, до 97 кг | 12     |
| Світовий олімпійський кваліфікаційний турнір з боротьби 2021 | Україна | греко-римська боротьба, до 97 кг | 16     |
| Гран-прі Франції Анрі Деглана 2023                           | Україна | греко-римська боротьба, до 97 кг | Золото |
| Турнір Дана Колова — Николи Петрова 2023                     | Україна | греко-римська боротьба, до 97 кг | Срібло |

### Виступи на змаганнях молодших вікових груп
| Змагання                                       | Збірна  | Вагова категорія                 | Місце  |
| ---------------------------------------------- | ------- | -------------------------------- | ------ |
| Чемпіонат Європи з боротьби серед кадетів 2013 | Україна | греко-римська боротьба, до 85 кг | 8      |
| Чемпіонат Європи з боротьби серед кадетів 2014 | Україна | греко-римська боротьба, до 85 кг | Бронза |
| Чемпіонат світу з боротьби серед кадетів 2014  | Україна | греко-римська боротьба, до 85 кг | Золото |
| Чемпіонат Європи з боротьби серед юніорів 2015 | Україна | греко-римська боротьба, до 96 кг | 14     |
| Чемпіонат світу з боротьби серед юніорів 2015  | Україна | греко-римська боротьба, до 96 кг | 7      |
| Чемпіонат Європи з боротьби серед юніорів 2016 | Україна | греко-римська боротьба, до 96 кг | Срібло |
| Чемпіонат світу з боротьби серед юніорів 2016  | Україна | греко-римська боротьба, до 96 кг | 23     |
| Чемпіонат Європи з боротьби серед юніорів 2017 | Україна | греко-римська боротьба, до 96 кг | Бронза |
| Чемпіонат світу з боротьби серед юніорів 2017  | Україна | греко-римська боротьба, до 96 кг | Золото |
| Чемпіонат Європи з боротьби серед молоді 2018  | Україна | греко-римська боротьба, до 97 кг | Срібло |
| Чемпіонат світу з боротьби серед молоді 2018   | Україна | греко-римська боротьба, до 97 кг | 13     |
| Чемпіонат Європи з боротьби серед молоді 2019  | Україна | греко-римська боротьба, до 97 кг | Бронза |
| Чемпіонат світу з боротьби серед молоді 2019   | Україна | греко-римська боротьба, до 97 кг | 5      |